# چن شو
چن شو (به چینی: Chen Shou-陈寿) تاریخ‌نگار اهل چین بود که در اواخر دورهٔ سه امپراتوری و دودمان جین (۴۲۰–۲۶۵) زندگی می‌کرد. وی بیش‌تر به دلیل نگارش حوادث سه پادشاهی که گزارشی تاریخی دربارهٔ دودمان هان و دورهٔ سه امپراتوری است، شناخته می‌شود. این کتاب، رخدادهای مربوط به شورش دستار زرد در سال ۱۸۴ تا اتحاد سه پادشاهی تحت حاکمیت دودمان جین را در بر می‌گیرد.